# 萨卢·吉博
萨卢·吉博（法語：Salou Djibo；1965年4月15日—），一名尼日尔军官。在2010年2月18日发生的军事政变后，他成了民主复兴最高委员会的负责人。

## 背景和早期的职业生涯
吉博屬於扎爾馬人。他早年在尼日尔首都尼亚美当卫戍司令，后在科特迪瓦、中国和摩洛哥接受训练，然后在在科特迪瓦和刚果民主共和国参与联合国维和任务。

## 2010年尼日尔政变所宣称的目标
他领导的军政府已表示会将尼日尔建设成一个民主的国家。